# Boston (hudební skupina)
Boston je americká rocková skupina založená v Bostonu ve státě Massachusetts v roce 1975 Tomem Scholzem. Klíčovými členy skupiny jsou multiinstrumentalista, zakladatel a vedoucí osobnost Scholz, který nahrál většinu nástrojů na debutovém eponymním albu skupiny z roku 1976, a původní hlavní zpěvák Brad Delp, spolu s dalšími hudebníky, kteří se měnili album od alba.
Boston zaznamenali významný komerční úspěch během 70. a 80. let. Mezi jejich nejznámější písně patří „More Than a Feeling“, „Peace of Mind“, „Foreplay/Long Time“, „Rock and Roll Band“, „Smokin’“, „Don’t Look Back“, „A Man I’ll Never Be“, „Hitch a Ride“, „Party“, „Amanda“ a „Feelin’ Satisfied“. Skupina prodala více než 75 milionů desek po celém světě, z toho 31 milionů jednotek ve Spojených státech, z nichž 17 milionů připadá na debutové album skupiny a sedm milionů kopií na druhé studiové album Don't Look Back (1978), čímž se skupina umístila na 63. místě mezi nejprodávanějšími hudebními umělci na světě.
Dohromady skupina vydala šest studiových alb během kariéry, která trvá více než 50 let. Nahrávací produkce Bostonu byla od 80. let minimální – alba Third Stage, Walk On a Corporate America vyšla v osmi letech po sobě, a posledně jmenované následovalo po jedenácti letech album Life, Love & Hope (2013) – ačkoli skupina i nadále koncertovala a občas naznačovala přípravu sedmého studiového alba. Boston byli stanicí VH1 zařazeni na 63. místo nejlepších hardrockových umělců.
Po smrti původního dlouholetého hlavního zpěváka Brada Delpa v roce 2007, se na pódiu vystřídala řada zpěváků, včetně frontmana skupiny Stryper Michaela Sweeta. Od roku 2007 je hlavním zpěvákem skupiny Tommy DeCarlo. Mezi další současné členy kapely patří kytarista Gary Pihl, baskytarista Tracy Ferrie, bubeník Jeff Neal a zpěvačka/multiinstrumentalistka Beth Cohen.
Kurt Cobain, frontman Nirvany na jejich koncertě v Reading Festivalu kombinoval riff jejich legendární skladby Smells Like Teen Spirit s Boston-ským More Than A Feeling (znějí nápadně podobně).

## Sestava

### Současní členové
- Tom Scholz – kytara, baskytara, klávesy, bicí, perkuse, doprovodné vokály (1975–2017)
- Gary Pihl – kytara, klávesy, doprovodné vokály (1985–2017)
- Curly Smith – bicí, harmonika, klavír, doprovodné vokály (1994–1997, 2012–2017)
- Jeff Neal – bicí, perkuse, doprovodné vokály (2002–2008, 2014–2016, 2017)
- Tommy DeCarlo – hlavní zpěv, klávesy, perkuse (2007–2017)
- Tracy Ferrie – baskytara, doprovodné vokály (2012–2017)
- Beth Cohen – klávesy, zpěv, kytara (2015–2017)

### Bývalí členové
- Brad Delp († 9. března, 2007) zpěv, kytara, klávesy, perkuse (1976–1989, 1994–2007)
- Jim Masdea: bicí, perkuse, klávesy (1983–1988)
- Barry Goudreau: kytara, doprovodný zpěv (1976–1981)
- Sib Hashian: bicí, perkuse, doprovodný zpěv (1976–1983)
- Fran Sheehan: baskytara, doprovodný zpěv (1976–1983)
- David Sikes: baskytara, klávesy, zpěv (1987–1998)
- Doug Huffman: bicí, perkuse, klávesy, doprovodný zpěv (1987–1994)
- Curly Smith: bicí, perkuse, harmonika, doprovodný zpěv (1994–1998)
- Fran Cosmo: zpěv, kytara(1992–2006)
- Anthony Cosmo: kytara, tpěv (1998–2006)
- Anthony Citrinite: bicí (2001–2002)
- Tom Hambridge: bicí (2002)
- Kimberley Dahme: baskytara, kytara, zpěv(2001–2014)
- Michael Sweet: zpěv, kytara (2008–2011)

## Diskografie

### Alba
| Rok       | Album                                 | U.S. | UK | RIAA Certification | BPI                                            |
| --------- | ------------------------------------- | ---- | -- | ------------------ | ---------------------------------------------- |
| 1976      | Boston                                | 3    | 11 | 17× Platina        | Gold                                           |
| 1978      | Don't Look Back                       | 1    | 9  | 7× Platina         | Stříbro                                        |
| 1986      | Third Stage                           | 1    | 37 | 4× Platina         | —                                              |
| 1994      | Walk On                               | 7    | -  | Platina            | —                                              |
| 1997      | Greatest Hits                         | 47   | -  | 2× Platina         | —                                              |
| 2002 2013 | Corporate America Life, Love And Hope | 42   | -  | —                  | — \| \| \| \| \| \| \| \| \| \| \| \| \| \| \| |
|           |                                       |      |    |                    |                                                |
|           |                                       |      |    |                    |                                                |
|           |                                       |      |    |                    |                                                |
|           |                                       |      |    |                    |                                                |